# Wind of Change (discurso)

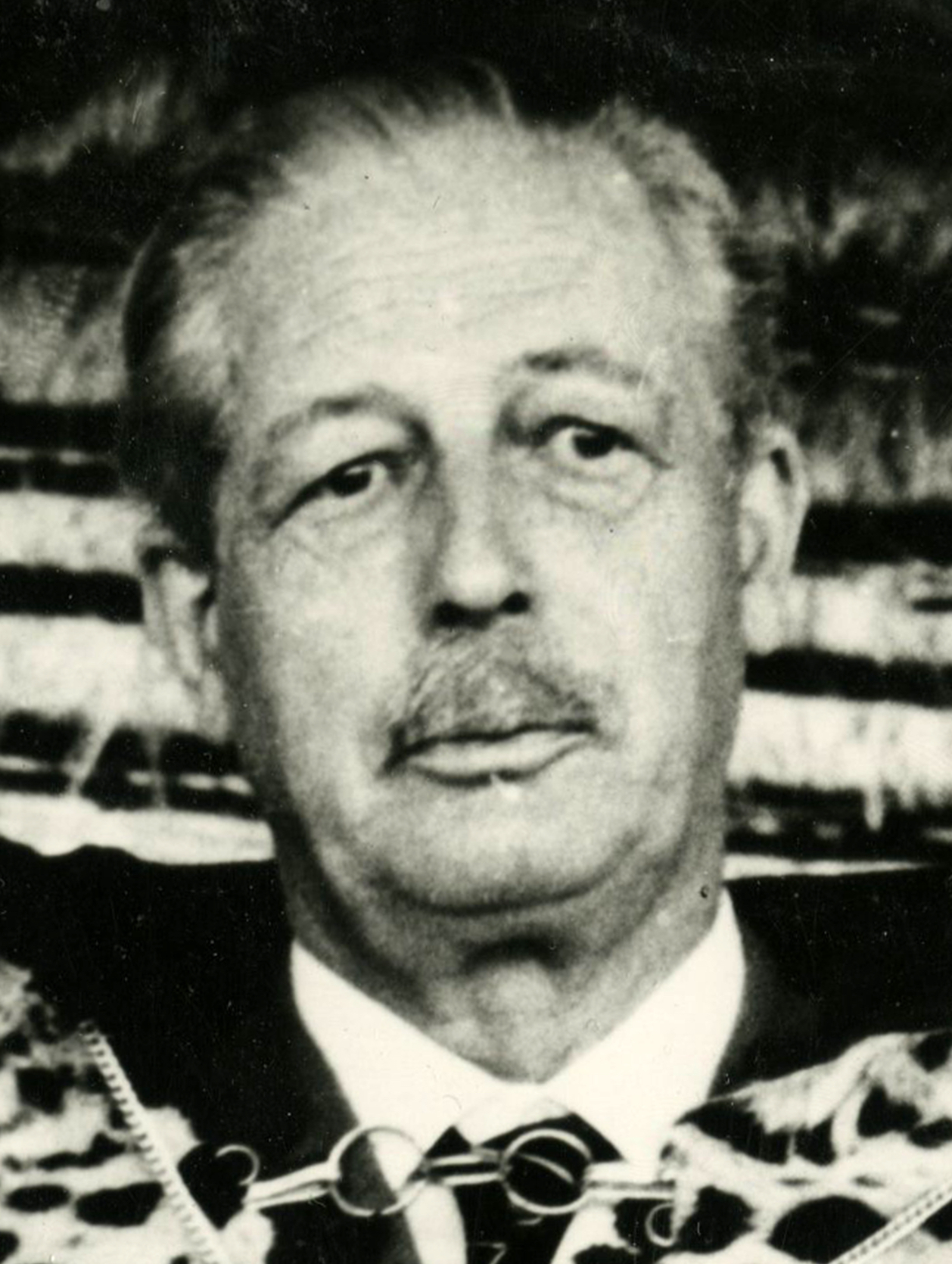
Harold Macmillan, primer ministro británico de 1959 a 1963

Se conoce como Wind of Change (traducido al español como Viento de cambio) a un discurso de significado histórico hecho por el primer ministro británico Harold Macmillan ante el Parlamento de Sudáfrica, el 3 de febrero de 1960 en Ciudad del Cabo. Había pasado un mes en África visitando varias de las que entonces eran colonias británicas. El discurso señaló claramente que el gobierno conservador del Reino Unido no se opondría a la independencia de las posesiones coloniales británicas en África. El gobierno laborista de 1945 a 1951 había iniciado un proceso de descolonización, pero esta política había sido detenida por los gobiernos conservadores a partir de 1951.
El discurso adquirió su nombre de una cita incrustada en él. Macmillan dijo:

The wind of change is blowing through this continent. Whether we like it or not, this growth of national consciousness is a political fact.
El viento del cambio está soplando a través de este continente. Nos guste o no, este crecimiento de la conciencia nacional es un hecho político.

La ocasión fue, de hecho, la segunda ocasión en la que Macmillan pronunció este discurso: repitió un discurso ya pronunciado en Acra, Ghana (antigua colonia británica de Costa de Oro) el 10 de enero de 1960. Esta vez recibió atención de la prensa, al menos parcialmente debido a la fría recepción que tuvo.
El discurso de Macmillan en Ciudad del Cabo también dejó en claro que Macmillan incluyó a Sudáfrica en sus comentarios e indicó un cambio en la política británica con respecto al apartheid, con Macmillan diciendo:

As a fellow member of the Commonwealth it is our earnest desire to give South Africa our support and encouragement, but I hope you won't mind my saying frankly that there are some aspects of your policies which make it impossible for us to do this without being false to our own deep convictions about the political destinies of free men to which in our own territories we are trying to give effect.
Como miembro de la Mancomunidad, nuestro mayor deseo es brindarle a Sudáfrica nuestro apoyo y aliento, pero espero que no le importe que le diga francamente que hay algunos aspectos de sus políticas que nos imposibilitan hacerlo sin ser falsos a nuestras propias convicciones profundas sobre los destinos políticos de los hombres libres a los que en nuestros propios territorios estamos tratando de dar efecto.

En Sudáfrica, el discurso fue recibido con malestar. El primer ministro sudafricano, Henrik Verwoerd, respondió al discurso diciendo que "para hacer justicia para todos, no significa solamente ser justos con el hombre negro de África, sino también ser justos con el hombre blanco de África". Verwoerd dijo además que los hombres blancos trajeron la civilización al continente africano.
Hubo una gran reacción en contra del discurso por parte del sector de derecha del Partido Conservador, que deseaba que Gran Bretaña conservara sus posesiones imperiales. El discurso condujo directamente a la formación del grupo de presión Conservative Monday Club.
Además de reafirmar la política de descolonización, el discurso marcó cambios políticos que se producirían dentro del año siguiente en Sudáfrica y el Reino Unido. La creación de la República de Sudáfrica en 1961 y la salida del país de la Mancomunidad de Naciones fueron el resultado de una serie de factores, pero el cambio en la actitud del Reino Unido hacia el autogobierno africano generalmente se considera significativo.